# I (canción de Kendrick Lamar)
«I» (estilizada como «i») es una canción del rapero estadounidense Kendrick Lamar. Fue lanzado el 23 de septiembre de 2014 como el sencillo principal del tercer álbum de estudio de Lamar, To Pimp a Butterfly. La canción utiliza música de "That Lady", escrita e interpretada originalmente por el grupo de R&B The Isley Brothers, elementos de los cuales fueron regrabados en lugar de ser directamente muestreados del disco original. "i" ganó dos premios en los Grammys 2015: Mejor interpretación de Rapera y Mejor Canción de Rap.

## Antecedentes
"i" fue producido por el productor de Los Ángeles Rahki, quien también produjo la canción "Institutionalized". Aunque la versión de "i" que aparece en el álbum es drásticamente diferente al single, ambas versiones contienen una muestra de la canción "That Lady" de The Isley Brothers. Lamar visitó personalmente al vocalista principal de Isley Brothers, Ronald Isley, para pedirle permiso para probar la canción: "De hecho, tuve que ir a St. Louis y recibir las bendiciones de Ronald Isley", dijo. "Eso fue un viaje. Entramos en el estudio y hablamos de cómo eran las cosas entonces y cómo son ahora, y puedes escucharlo en el disco con algunas improvisaciones que hizo. Lo tenemos en cámara y cosas así, es algo hermoso". Isley también actúa en la canción "How Much a Dollar Cost?" con el cantautor James Fauntleroy.
La portada del sencillo "i" presenta a miembros de las bandas Bloods y Crips formando un corazón, sobre el tema del arte en la portada, Lamar dijo en una entrevista con AMP Radio: "De donde yo vengo, hay mucha cultura pandillera y cosas así, así que en lugar de vomitar en los carteles de las pandillas, como solíamos hacer, puse un Blood y un Crip juntos y estamos vomitando corazones... provocando la idea de algún tipo de cambio a través de la música o a través de mí porque ahora vuelvo a  Compton y la gente me da el honor y el respeto de que, ya sabes, este niño puede hacer un cambio un poco diferente de lo que ha estado sucediendo en la comunidad".
El título de la canción tiene una connotación significativa. En Hip Hop America, el periodista Nelson George escribe, "'i' es una palabra poderosa en el vocabulario del hombre afroamericano", ya que puede relacionarse con el orgullo. Si bien el orgullo es uno de los siete pecados capitales, el estudio de George explica cómo "esto ha sido una fuente vigorizante de auto-empoderamiento", similar al amor propio que Lamar predica en su canción.

## Versión del álbum
Una versión diferente de "i" fue lanzada para el tercer álbum de estudio de Lamar, To Pimp a Butterfly. La versión que aparece en el álbum fue producida de una manera que emula una actuación en vivo, a diferencia de la producción limpia del single. Además, durante el tercer verso, la canción se interrumpe cuando estalla una discusión entre la multitud a la que Lamar se presenta. Después de que Lamar habla a la multitud, procede a interpretar un verso a capela que termina la canción. 

## Video musical
El video de la canción se estrenó en Vevo y YouTube el 4 de noviembre de 2014. Presenta camafeos del cantante Ron Isley y George Clinton. Se hacen referencias a 2Pac y The Joker en el video. Se tocó un corto instrumental en la introducción del clip. El video está dirigido por Alexandre Moors.

## Crítica y premios
"i" recibió elogios de la crítica musical. La pista se colocó en el número diez en  la lista de las 50 mejores canciones de 2014 de Rolling Stone. Billboard incluyó a "i" como la segunda mejor canción de 2014. "i" también se colocó en el número 14 de la lista de Spin de "Las 101 mejores canciones de 2014". En enero de 2015, "i" fue clasificada en el número cinco en la encuesta anual de fin de año de los críticos de Pazz & Pop de The Village Voice.
"i" fue nominado para Mejor Video Musical y Canción Destacada en el 46.º Premio de Imagen NAACP. La canción recibió dos nominaciones en la 57.ª Entrega Anual de los Premios Grammy y ganó tanto el premio a la Mejor Interpretación de Rap como a la Mejor Canción de Rap.

## Rendimiento gráfico
La canción debutó y alcanzó el puesto 39 en el Billboard Hot 100, convirtiéndose en su cuarto éxito en el top 40 de los EE. UU. 

## Uso en la cultura popular
La canción se ha usado en los tráileres de las películas Top Five, Dope, How to Be Single, The Intern y Roman J. Israel, Esq. En 2014, fue la canción oficial de la NBA. También aparece en la banda sonora del videojuego Forza Horizon 4 de 2018.
La canción aparece en los créditos de la película Captain America: Brave New World de 2025.

## Canciones
- Descarga digital [11]

1. "i" - 3:51

## Gráficos
Gráficos Semanales
| Gráfico (2014)                                       | Máxima Posición |
| ---------------------------------------------------- | --------------- |
| Australia (ARIA)                                     | 48              |
| Bélgica (Ultratop Flanders)                          | 22              |
| Bélgica Urban (Ultratop Flanders)                    | 24              |
| Canadá (Canadian Hot 100 )                           | 61              |
| Dinamarca (Tracklisten)                              | 36              |
| Francia (SNEP)                                       | 68              |
| Países Bajos (Single Top 100 )                       | 82              |
| Nueva Zelanda (Recorded Music NZ)                    | 31              |
| Escocia (Compañía Oficial de Gráficos)               | 20              |
| Reino Unido Sencillos (Compañía Oficial de Gráficos) | 20              |
| Reino Unido (Compañía Oficial de Gráficos)           | 3               |
| Estados Unidos Billboard Hot 100                     | 39              |
| Estados Unidos Hot R&B/Hip-Hop Songs (Billboard)     | 11              |
| Estados Unidos Mainstream Top 40 (Billboard)         | 31              |
| Estados Unidos Rhythmic (Billboard)                  | 5               |

Gráficos de Fin de Año
| Gráfico (2014)                                   | Posición |
| ------------------------------------------------ | -------- |
| Urban Australia (ARIA)                           | 42       |
| Estados Unidos Hot R&B/Hip Hop Songs (Billboard) | 65       |

## Certificaciones
| País                                                           | Certificación | Unidades Certificadas/Ventas |
| -------------------------------------------------------------- | ------------- | ---------------------------- |
| Reino Unido (BPI)                                              | Plata         | 200,000*                     |
| Estados Unidos (RIAA)                                          | Plantino      | 1,000,000*                   |
| *ventas + Cifras de streaming basadas sólo en la certificación |               |                              |